# خوسيه رامون دي لا فيوينت
خوسيه رامون دي لا فيوينت (بالإسبانية: José Ramón de la Fuente)‏ هو لاعب كرة قدم إسباني، ولد في 22 ديسمبر 1970 في جيرونة في إسبانيا. لعب مع إيسيخا بالومبيي وخيمناستيك طركونة ونادي برشلونة ب ونادي برشلونة ونادي جيرونا ونادي ديبورتيفو طليطلة ونادي ساباديل ونادي قرطبة.

## وصلات خارجية
- خوسيه رامون دي لا فيوينت على موقع قاعدة بيانات كرة القدم.إي يو (الإنجليزية)
- خوسيه رامون دي لا فيوينت على موقع عالم كرة القدم.نت (الإنجليزية)